# Coen Weerman
Coenraad Fredrik (Coen) Weerman (Amsterdam, 30 oktober 1905 – 26 januari 1984) was een Nederlands voetballer die speelde voor Blauw-Wit.

## Loopbaan

### Begin bij SNA
Weerman voetbalde tot zijn 26e jaar bij de vereniging SNA (Sport Na Arbeid) die uitkwam in de Amsterdamsche Voetbalbond (AVB), een onderafdeling van de KNVB. SNA bezat een voetbalterrein aan de Spaarndammerdijk in Amsterdam-West, naast het complex van De Spartaan. Even verderop lag het stadion van DWS. SNA fuseerde in 1995 met de Amsterdamse club Gold Star. Deze fusievereniging ging in 2007 op in FC Portugal Amsterdam.

### Naar Blauw Wit

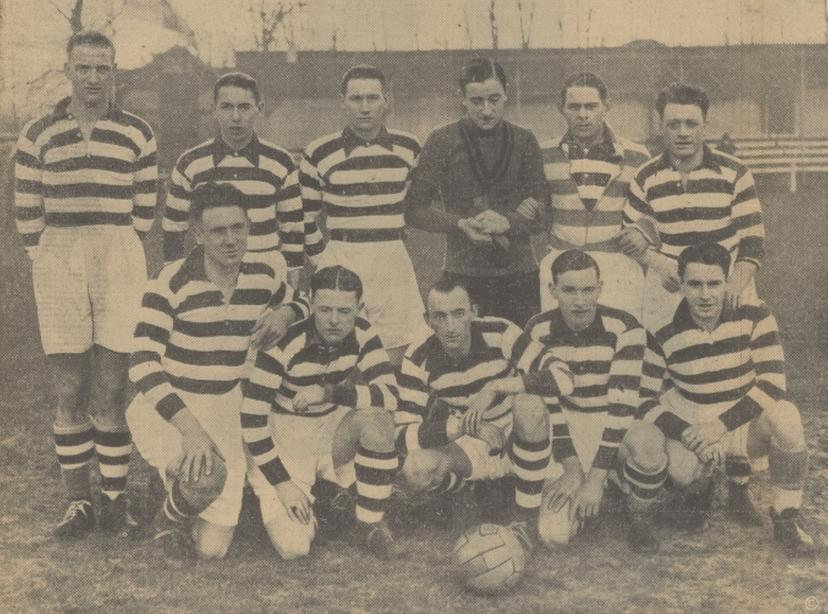
Hoofdmacht Blauw-Wit in 1933 met Weerman knielend links.

Weerman speelde in de verdediging als rechts- of linksachter en kwam in zijn tijd bij SNA uit voor het selectie-elftal van de AVB. In 1931 vroeg hij overschrijving aan naar Blauw-Wit dat speelde in de Eerste klasse, het hoogste voetbalniveau. Hij begon in het derde elftal, maar maakte na een paar maanden zijn opwachting in de hoofdmacht. In zijn eerste seizoen moest Blauw-Wit afdalen naar de Tweede klasse. Na het behaalde kampioenschap in 1935 keerde de club weer terug in de hoogste afdeling. 

### Topjaren
Weerman vormde samen met Cor Wilders een stevig verdedigingsduo. Blauw-Wit eindigde sinds de terugkeer ieder seizoen in de top vier van de Eerste klasse. Hij werd in 1937 uitverkozen voor het Amsterdams elftal voor de stedenwedstrijd tegen Brussel. De club leverde dat jaar ook twee internationals. Cor Wilders was de eerste Oranje-debutant en later volgde Co Bergman. Blauw-Wit won in 1940 de titel in de Eerste klasse West I en werd tweede in de landelijke titelstrijd achter nationaal kampioen Feyenoord.

### Afbouw
Als 36-jarige nam Weerman in 1941 na tien seizoenen afscheid van het eerste elftal. Hij bleef lid van Blauw-Wit en ging spelen in het tweede team.
Na het beëindigen van zijn spelersloopbaan werd hij trainer. Hij nam in de 1951 in Amsterdam de sigarenzaak over van Kuki Krol, oud-speler van VVA en BVC Utrecht en de vader van Ruud.
Coen Weerman overleed in 1984 op 78-jarige leeftijd.  

## Memorabilia
|  | Voor- en achterkant van een voetbalplaatje van Weerman uit omstreeks 1935-1941.                                                                                     |
|  | Verzilverde asbak, een geschenk voor de deelnemers aan het Ajax-Blauw-Wit Paaschtournooi van 1939.                                                                  |
|  | Deze bronzen (?) presse-papier kreeg Weerman in 1937 voor deelname aan het Paaschtournooi van 1937 als linksbuiten van Blauw-Wit.                                   |
|  | Verzilverde doos, die Weerman en teamgenoten als spelers van het Amsterdamse elftal ontvingen ter herinnering aan de derby Amsterdams XI-Stoke City van 9 mei 1937. |
|  | Gravure aan binnenkant deksel. |
|  | Insigne op de deksel, met stadswapens van beide clubs. |